# Oued Essalem
Oued Essalem là một đô thị thuộc tỉnh Relizane, Algérie. Dân số thời điểm năm 2002 là 8.897 người.